# Município de Berkshire (Ohio)
Localização do Ohio nos E.U.A.
O município de Berkshire (em inglês: Berkshire Township) é um município localizado no condado de Delaware no estado estadounidense de Ohio. No ano 2010 tinha uma população de 3085 habitantes e uma densidade populacional de 55,62 pessoas por km².

## Geografia
O município de Berkshire encontra-se localizado nas coordenadas 40° 14′ 34″ N, 82° 54′ 00″ O. Segundo a Departamento do Censo dos Estados Unidos, o município tem uma superfície total de 55.46 km², da qual 54.41 km² correspondem a terra firme e (1.91%) 1.06 km² é água.

## Demografia
Segundo o censo de 2010, tinha 3085 pessoas residindo no município de Berkshire. A densidade de população era de 55,62 hab./km².